# Oberndorf an der Melk
Oberndorf an der Melk est une commune autrichienne du district de Scheibbs en Basse-Autriche.